# Průmyslová zóna Joseph
Průmyslová zóna Joseph (výslovnost džouzef) je průmyslová zóna o rozloze 190 ha v katastru obce Havraň. Leží 8 km jihozápadně od města Mostu, které je jejím majitelem. Zóna se rozkládá v tradičně zemědělské oblasti na samé jižní hranici okresu Most po levé straně silnice I/27 z Mostu na Žatec a do Plzně. Od roku 2002 je zóna spojena se středem města autobusovou linkou MHD č. 31.
Průmyslová zóna byla založena pro zahraniční investory. Slavnostního položení základního kamene továrny prvního investora, mexické společnosti Nemak se v červnu 2002 zúčastnil tehdejší předseda vlády Miloš Zeman. 
V letech 2003-2006 se průmyslová zóna dostala do popředí zájmu novinářů při sporu zdejšího sedláka Jana Rajtera právě se společností Nemak o pozemky. 
V roce 2004 obdržela Průmyslová zóna Joseph akreditaci od agentury CzechInvest.

## Investoři v zóně
- Nemak Czech Republic – výrobce hliníkových hlav motorů pro automobily
- Starcam – výrobce hliníkových hlav motorů pro automobily
- RAI Most – výrobce interiérových prvků pro automobilový průmysl
- AFSI Europe – výrobce vzduchových a olejových filtrů
- Yankee Candle - výrobce aromatizovaných svíček a domácích dekorací

## Kauza Nemak vs Rajter
Od roku 2001 poskytoval Ekologický právní servis právní pomoc rodině sedláka Jana Rajtera z Moravěvsi v jejím sporu o stavbu továrny firmy Nemak Czech Republic, s.r.o.. V průběhu pěti let bylo podáno více než 260 právních podání, včetně mnoha odvolání a rozkladů, desítek žalob a kasačních stížností, návrhu na vyhlášení místního referenda, podnětu k veřejnému ochránci práv, či trestních oznámení. Více než 3 roky státní orgány ani soudy nebraly námitky a žaloby v potaz a nevyhověly jim. Až v polovině roku 2004 dal Nejvyšší správní soud zapravdu většině námitek Ekologického právního servisu a zrušil mnohá rozhodnutí Krajského soudu v Ústí nad Labem, který následně zrušil některá nezákonně vydaná povolení pro firmu Nemak a průmyslovou zónu Joseph. Nakonec město Most nabídlo rodině Rajterů odkup části pozemků ležících v bezprostředním sousedství továrny, což by rodině umožnilo odstěhovat se z lokality. Odkup pozemků podpořila česká vláda usnesením č. 550/II/11 z 10. 5. 2006, kterým odsouhlasila uvolnění takřka 250 milionů z výnosů privatizace jako příspěvek městu Most na rozšíření zóny Joseph. Smírné řešení sporu tak bylo ukončeno koncem roku 2006. 
Pan Rajter pak daroval EPS 1 000 000 korun.
O kauze zevrubně informoval i server Responsibility (EPS), finanční pozadí popsal časopis Reflex.
Právník Pavel Franc za svou práci na této kauze získal v červnu 2007 Cenu Josefa Vavrouška za rok 2006. Cyklus fotografií Ibry Ibrahimoviče nazvaný „Příběh sedláka Rajtera – od kolektivizace ke globalizaci“ získal hlavní cenu a cenu ve své kategorii v soutěži Czech Press Photo 2003.